# 브렌다 사이키스

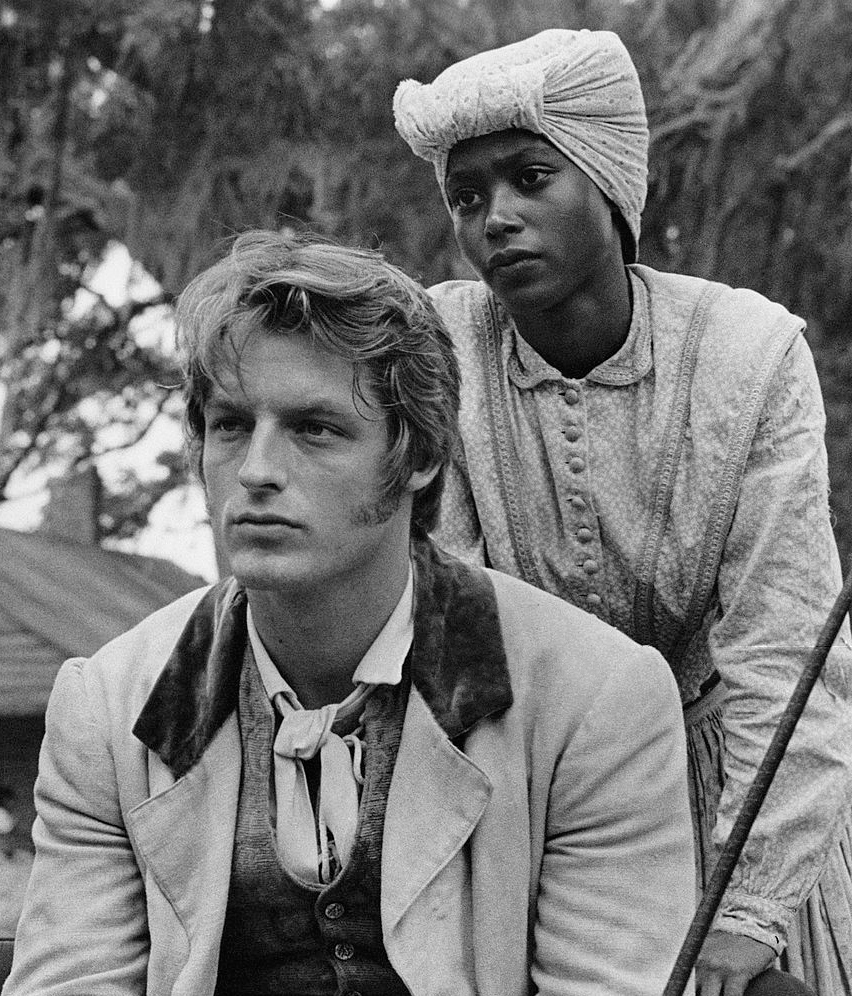

브렌다 사이키스(Brenda Sykes, 1949년 6월 25일 ~ )는 미국의 배우, 텔레비전 배우, 영화배우이다.
미국에서 태어났다.

## 영화
- 드럼 (1976년)
- 만딩고 (1975년)
- 클레오파트라 존스 (1973년) - 티파니 역
- 홍키 (1971년)
- 더 베이비 메이커 (1970년) - 프란시스 역
- 진정한 해방 (1970년)
- 갈등 (1970년)
- 원 라이프 투 리브 (1968년)